# Stadion Sparty Zabrze
Stadion Sparty Zabrze – stadion sportowy w Zabrzu (w dzielnicy Mikulczyce), w Polsce. Obiekt może pomieścić 13 000 widzów. Swoje spotkania rozgrywają na nim piłkarze klubu Sparta Zabrze oraz piłkarki zespołu KKS Zabrze.
Stadion w Mikulczycach powstał w okresie międzywojennym w miejscu dawnego kamieniołomu wapienia. Przed II wojną światową służył piłkarzom klubu Sportfreunde 1920 Mikultschütz. W 1945 roku obiekt przejął Górnik Mikulczyce (późniejsza Sparta Zabrze). W latach 1972–1977 klub ten występował w II lidze. Obecnie na stadionie grają także piłkarki drużyny KKS Zabrze oraz rezerwy Górnika Zabrze.